# Szlak bursztynowy

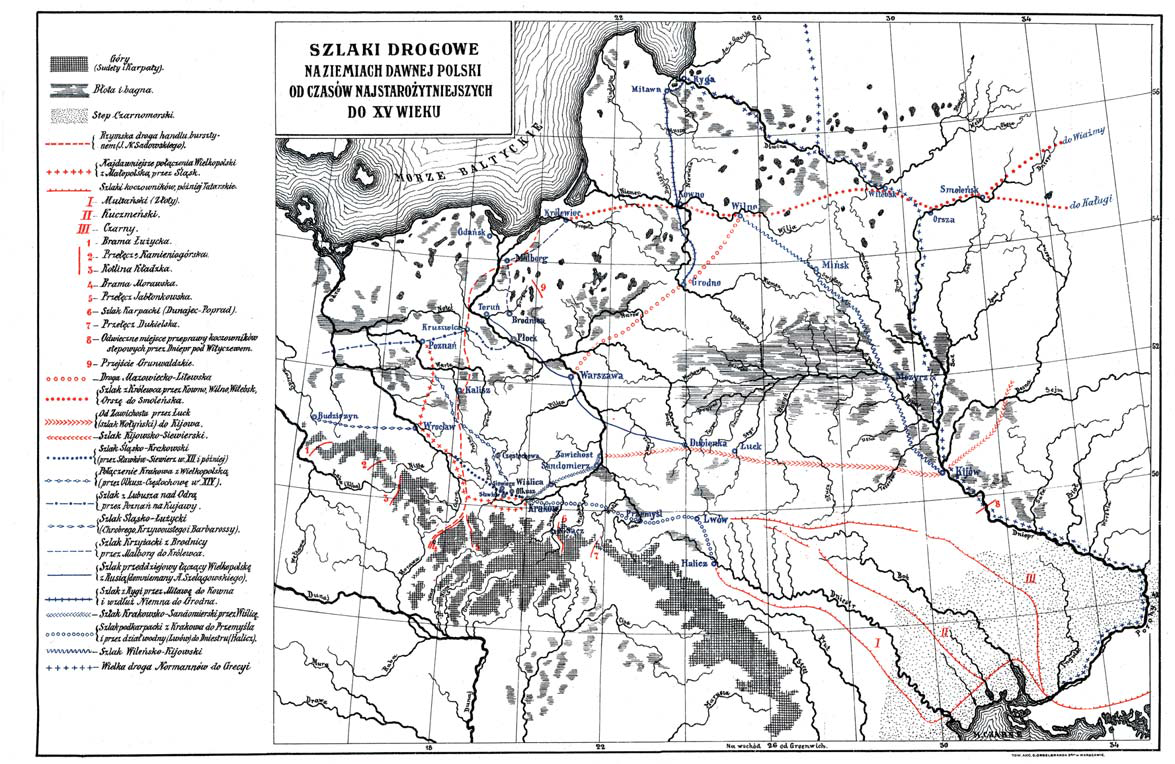
„Szlaki drogowe”, mapa z Geografii ziem dawnej Polski Antoniego Sujkowskiego (1918)

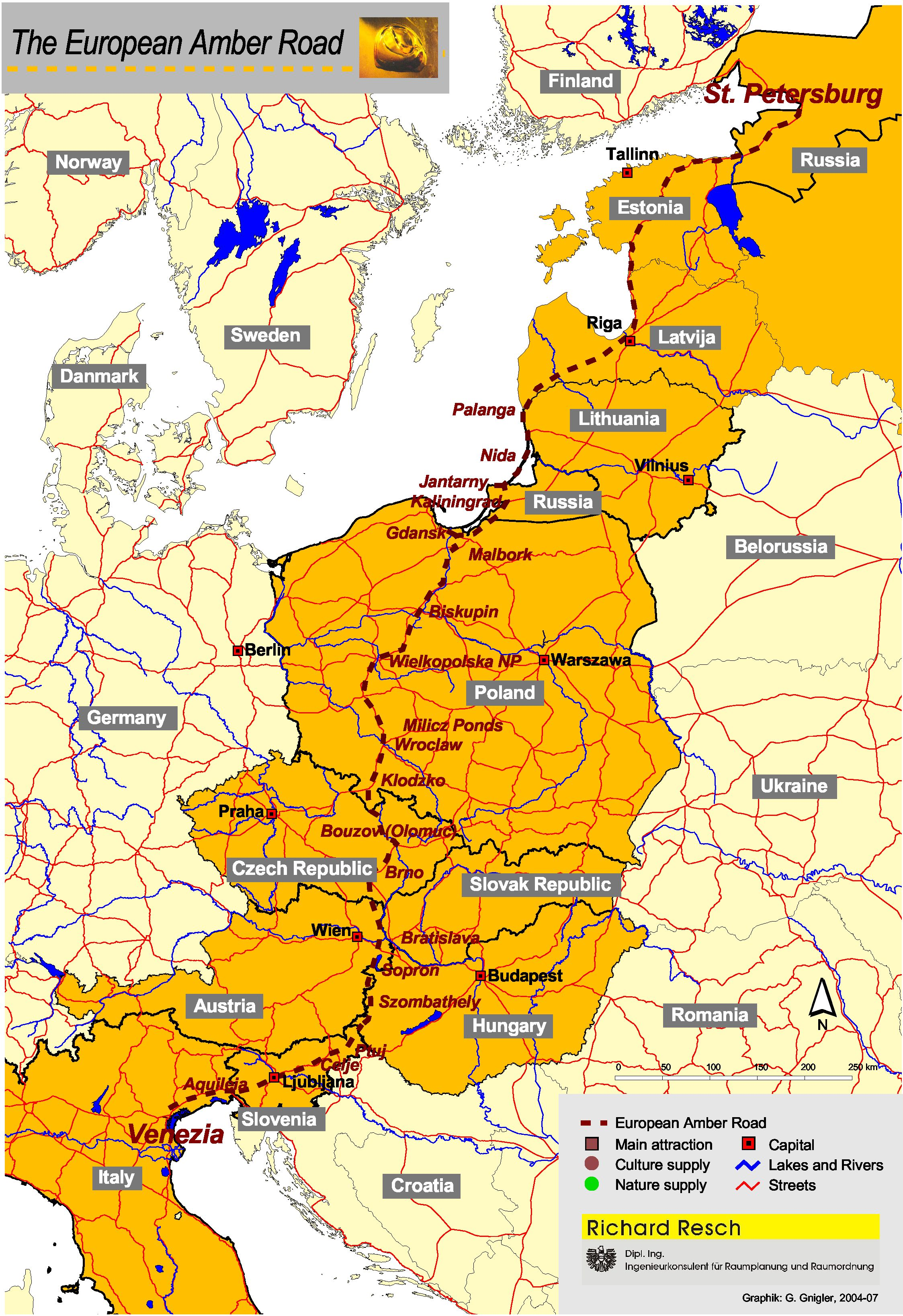
Prawdopodobny przebieg szlaku z granicami współczesnych państw

Szlak bursztynowy – szlak handlowy łączący w starożytności rzymską prowincję Panonię z południowym i południowo-wschodnim wybrzeżem Morza Bałtyckiego. W znaczeniu węższym jest to przebieg tras zorganizowanych wypraw po bursztyn, nasilonych od I w. n.e.

## Historia
Początkowo bursztyn był przedmiotem wymiany handlowej, w której pośrednikami byli Celtowie. Pierwsze zorganizowane wyprawy z obszarów Europy południowej po elektron odbywały się w V w. p.n.e. Nie docierały one jednak do wybrzeży Bałtyku, a bursztyn kupowano od celtyckich pośredników.
Dopiero po podboju terenów nad środkowym Dunajem w I w. n.e. Rzymianie rozwinęli handel bursztynem na dużą skalę, organizując kilkoma drogami wyprawy z Panonii nad Bałtyk, szczególnie do Sambii (wyprawa rzymskiego ekwity po bursztyn wspomniana jest w Historii naturalnej Pliniusza Starszego). Szczytowy rozwój tego handlu przypada na III w., a od połowy IV w. wymiana stopniowo zamierała. Ostatnie znane poselstwo Estiów z darami do króla Ostrogotów Teodoryka w Rzymie odbyło się zgodnie z przekazem Kasjodora w 525 roku.
Głównym ośrodkiem handlu bursztynem na terenie imperium rzymskiego była Akwileja.

## Przebieg szlaku
Dokładny przebieg szlaku nie został jednoznacznie określony. Przypuszcza się, że zaczynał się on w Akwilei nad Morzem Adriatyckim, jednym z rzymskich centrów rzemieślniczych. Przypuszczalnie szlak przekraczał Dunaj w Carnuntum, następnie wiódł przez Kotlinę Kłodzką, Wrocław, Wielkopolskę oraz Kujawy (brodem przez Wisłę w Otłoczynie koło Torunia) i następnie prowadził nad Bałtyk.
Można przypuszczać, że inna nitka szlaku, poczynając od przełomu I i II w., biegła z Wiednia (Vindobony) przez Brno, Bramę Morawską, Kalisz (Calisia), Żnin (Setidava), Bydgoszcz (Askaukalis) i Świecie do Pruszcza Gdańskiego i dochodził w okolice ujścia Wisły.
Warianty przebiegu szlaku rekonstruowane są na podstawie wzmianek starożytnych pisarzy, ale głównie dzięki wynikom badań archeologicznych. Szlak znaczą znaleziska rzymskich monet, wyroby z brązu, ceramika rzymska (terra sigillata) i znaczne ilości bursztynu. Na szlaku leżał z pewnością dzisiejszy Wrocław. Na początku XX w. na terenie wrocławskiego osiedla Partynice znaleziono duże ilości bursztynu, tzw. bursztynowy depozyt z Partynic, pochodzący z I w. p.n.e., o łącznej wadze ok. 1,5 tony. Znajduje się on w Muzeum Archeologicznym we Wrocławiu.
Europejska Federacja Cyklistów wyznaczyła szlak rowerowy EuroVelo 9 o przebiegu pokrywającym się z Bursztynowym Szlakiem.